# Alfred Deseilligny

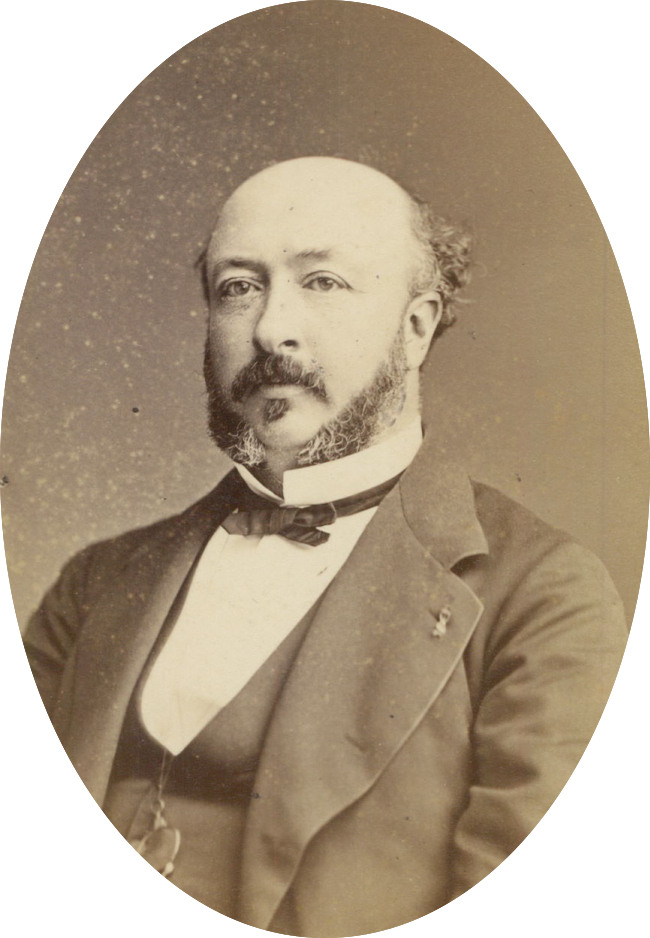
Alfred Pierrot-Deseilligny

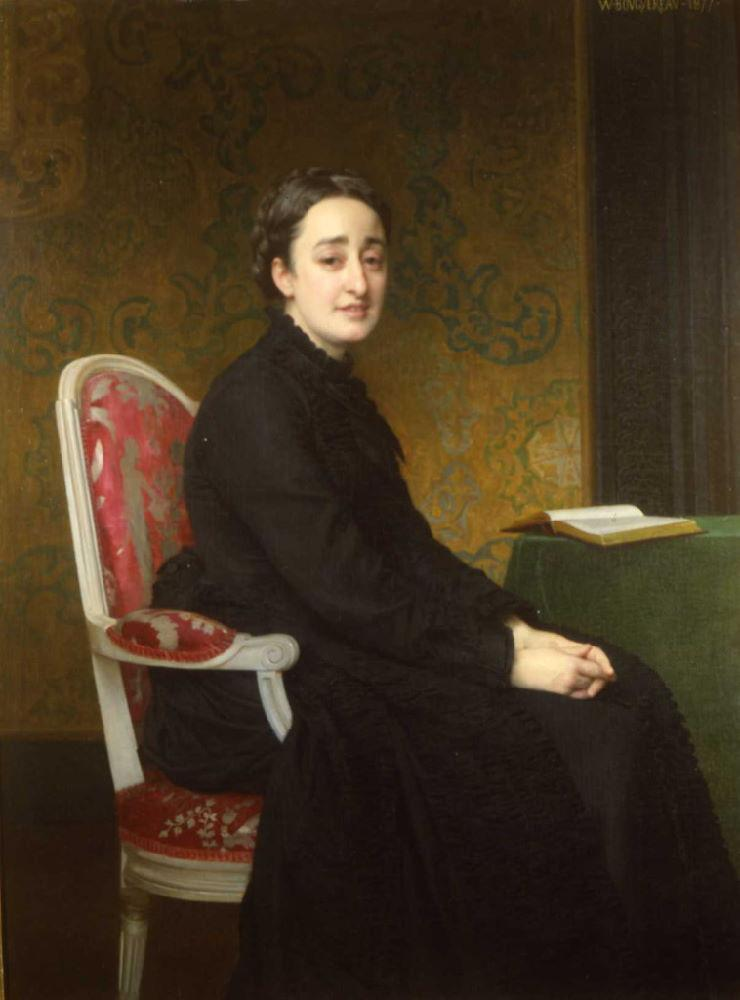
Félicie Deseilligny (1838–1891), geborene Schneider

Alfred Deseilligny (* 9. Mai 1828 in Paris; † 17. April 1875 in Paris) war ein französischer Industrieller und Politiker während des Zweiten Kaiserreichs und der Dritten Republik. 

## Leben
Alfred Pierrot-Deseilligny, Sohn von Jules Pierrot-Deseilligny (1792–1845), Direktor des Lycée Louis-le-Grand, und Clémence Schneider, Neffe von Jean-Charles Persil durch seinen Vater und von Adolphe und Eugène Schneider durch seine Mutter, schloss die École Centrale ab und wurde 1853 Direktor der Hüttenwerke von Le Creusot und 1867 Verwalter der Minen von Decazeville. Sein Bruder Gustave Deseilligny wurde stellvertretender Direktor von Le Creusot und Präsident der Lyonnaise des eaux.
Er war von 1855 bis 1866 Bürgermeister von Le Creusot und heiratete 1858 seine Cousine ersten Grades, Félicie Schneider, die Tochter von Eugène. Sie wurden die Eltern von Jules Alfred Pierrot Deseilligny.
Als Generalrat des Aveyron für den Kanton Aubin wurde er am 24. Mai 1869 mit Unterstützung der Verwaltung von den Wählern des dritten Wahlkreises des Aveyron zum Abgeordneten des Corps législatif gewählt. Da er die Politik des Kaiserreichs befürwortete, unterstützte er das Kabinett Ollivier und stimmte für die Kriegserklärung an Preußen.
Als er am 8. Februar 1871 erneut zum Abgeordneten gewählt wurde, nahm er zunächst einen Platz im linken Zentrum ein, dessen Vizepräsident er wurde. Er war einer der fünfzehn Vertreter, die Adolphe Thiers und Jules Favre zur Besprechung der Friedensbedingungen zur Seite gestellt wurden. In der Kammer äußerte er sich zur Herstellung von Kriegswaffen, zur Rohstoffsteuer und zum Vorschlag Casimir Périers für eine Steuer auf Handels- und Industriegewinne, gehörte dem Ausschuss für internationale Ausstellungen und dem Haushaltsausschuss an. Er stimmte für den Frieden, für öffentliche Gebete, für die Aufhebung der Verbannungsgesetze und für die verfassungsgebende Gewalt der Versammlung.
1873 wechselte er von der linken Mitte zur rechten Mitte, wurde zu einem Gegner der deutlicher republikanischen Politik von Thiers und stimmte am 24. Mai für die Annahme des Rücktritts von Thiers.
Am nächsten Tag nahm er im Kabinett de Broglie das Ressort für öffentliche Arbeiten an. Er sprach sich für das Rundschreiben Pascal, für den Erlass gegen zivile Beerdigungen und für die Septennatsregelung aus. Da die letztgenannte Abstimmung eine Umbildung des Ministeriums zur Folge hatte, wurde Deseilligny in der zweiten Regierung Albert de Broglies vom 26. November 1873 bis zum 21. Mai 1874 Minister für Landwirtschaft und Handel. Als Minister sprach er häufig zum Haushalt, zu neuen Steuern usw. und stimmte für die Aufrechterhaltung des Belagerungszustands und für das Ministerium de Broglie, dem er am 16. Mai 1874 in den Untergang folgte. Er sprach sich auch gegen die Rückkehr des Parlaments nach Paris, gegen die Auflösung, gegen den Änderungsantrag Wallon und für die Verfassungsgesetze von 1875 aus.
Er wurde zum Ritter der Ehrenlegion ernannt.

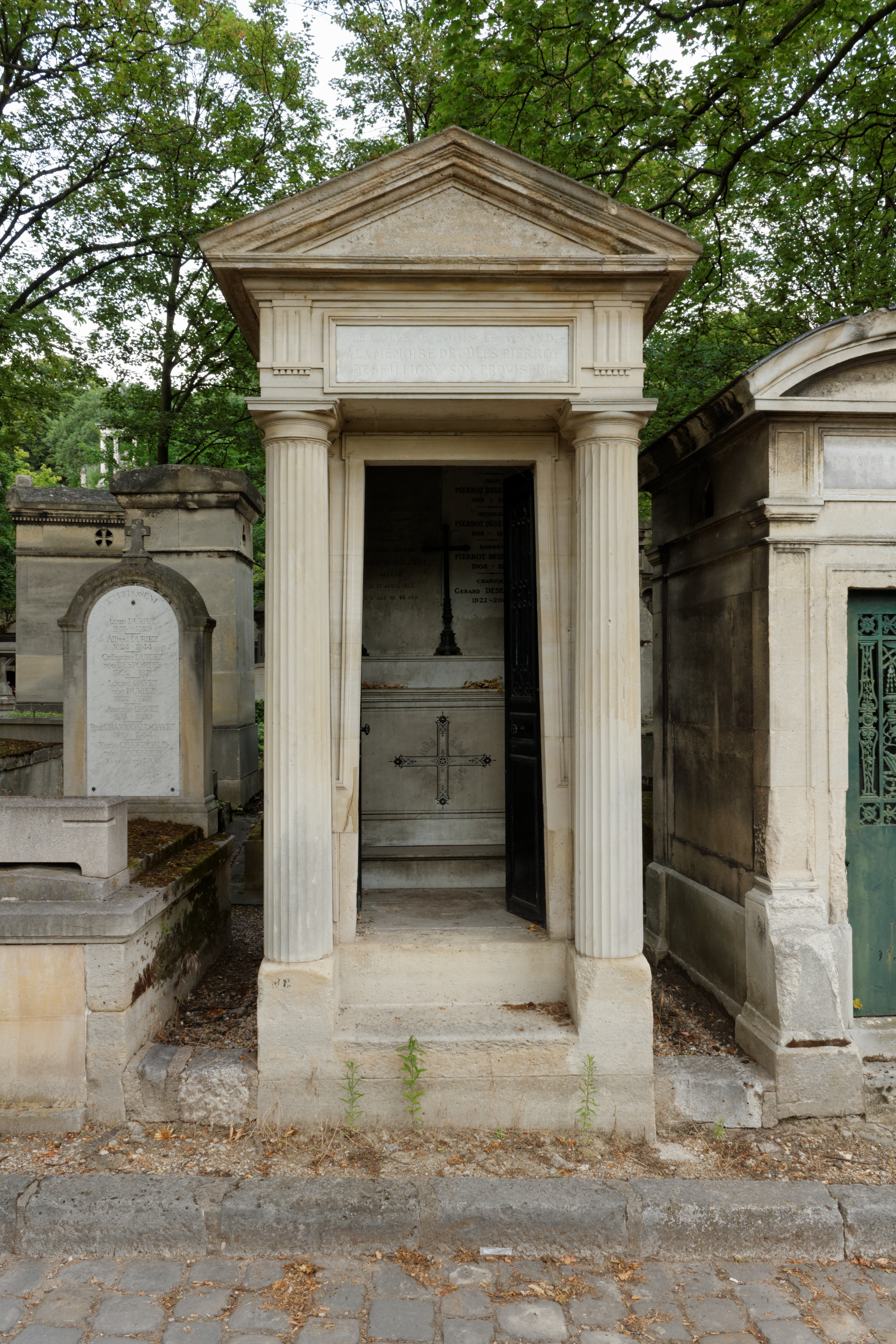
Père-Lachaise, Division 16 Deseilligny

Er starb während der Legislaturperiode an Typhus und wurde auf dem Friedhof Père-Lachaise (16. Division) beigesetzt.

## Werke
- De l’influence de l’éducation sur la moralité et le bien-être des classes laborieuses (1868, von der Académie des sciences morales et politiques ausgezeichnet)